# Munich Re
Munich Re Group nebo Munich Reinsurance Company (něm. Münchener Rück; Münchener Rückversicherungs-Gesellschaft) je zajišťovna se sídlem v Mnichově. Je jednou z největších zajišťoven na světě. ERGO, pobočka Munich Re, je pojišťovací odnoží skupiny Munich Re Group. Akcie Munich Re jsou kotovány na všech německých burzách a na elektronické tradingové platformě Xetra. Munich Re je součástí indexu DAX na Frankfurtské burze, indexu Euro Stoxx 50, a dalších indexů.